# Тагульське нафтогазоконденсатне родовище
Тагульське нафтогазоконденсатне родовище — одне з родовищ Ванкорського блоку на північному заході Красноярського краю Росії, найбільше за запасами газу у групі. Свою назву отримало від річки Тагул (басейн Тазу)

## Геологічна інформація
Родовище відноситься до Большехетського нафтогазоносного району Пур-Тазівської області Західно-Сибірської нафтогазоносної провінції.
Поклади вуглеводнів виявили у 1987 році у відкладеннях юрського періоду на глибині 1149 метрів. За типом поклади відносяться до склепінних, багатопластових (товщина пластів від 5 до 54 метрів). 
Колектори — пісковики.
Запаси Тагульського родовища за російською класифікаційною системою по категоріях С1+С2 оцінюються у 286 млн т нафти й конденсату та 228 млрд м³ газу.

## Розробка
Розробкою родовища, як і сусідніх Ванкорського та Сузунського, займається «Роснефть». За її планами, оголошеними у 2016 році, Тагульське могло бути введене в дію до 2018-го. Проектом розробки передбачалось буріння більш ніж 500 свердловин, з яких майже половина — нагнітальні.
Видачу газу з Тагульського родовища організували до Ванкорського, де ресурс може споживатись Ванкорською ТЕС або спрямовуватись до газопроводу Ванкорське – Ямбург.